# Albert E. Blichfeldt Høyer
Albert Emil Blichfeldt Høyer (8. září 1827, Odense – 1. ledna 1879, Lyngby) byl dánský inspektor jižního Grónska.

## Životopis
Byl synem kapitána Sørena Feodora Høyera a Marie Knuthsenové. Høyer zahájil vojenskou kariéru a v letech 1848 až 1850 sloužil jako nadporučík v prusko-dánské válce, za což byl v roce 1849 vyznamenán řádem Dannebrog. Od roku 1855 pak působil v Grónsku, zpočátku jako čestný důstojník v Paamiutu a Qaqortoqu. V roce 1858 se stal asistentem v Qaqortoqu a v roce 1861 byl povýšen na koloniálního správce. V roce 1868 se stal inspektorem pro Jižní Grónsko, kde vystřídal Hinricha Johannese Rinka. V roce 1869 ho vystřídal Hannes Peter Stephensen.
Høyer byl od 27. srpna 1858 ženatý s Emmou Caroline Andersenovou (1841–?).